# Ryssnäva
Ryssnäva (Geranium sibiricum) är en näveväxtart som beskrevs av Carl von Linné. Enligt Catalogue of Life ingår Ryssnäva i släktet nävor och familjen näveväxter, men enligt Dyntaxa är tillhörigheten istället släktet nävor och familjen näveväxter. Arten förekommer tillfälligt i Sverige, men reproducerar sig inte. Inga underarter finns listade i Catalogue of Life.